# كسر بارتون
كسر بارتون هو كسر داخلي-مفصلي في نهاية الكعبرة القاصية مع خلع في المفصل الرسغي الكعبري.
يوجد نوعان من كسر بارتون، وهما: الظهري والراحي، والأخير أكثر شيوعًا. يحدث كسر بارتون بسبب السقوط على معصم ممتد ومنكب مما يزيد من قوة الضغط الرسغية على الحافة الظهرية. يميز المكون الداخلي-المفصلي هذا الكسر عن كسر سميث أو كسر كوليس. عادة ما يتم علاج هذا الكسر عن طريق التقصير المفتوح والتثبيت الداخلي باستخدام صفيحة ومسامير، ولكن في بعض الأحيان يمكن معالجة الكسر بشكل متحفظ.[بحاجة لمصدر]

## المسماة
سمي الكسر على اسم جون ريا بارتون (1794-1871)، وهو جراح أمريكي وصفه لأول مرة في عام 1838. 

## صور إضافية

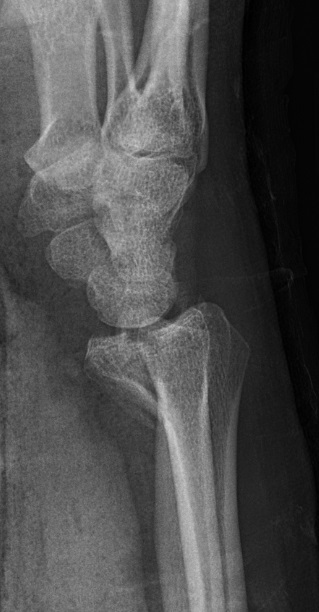
صورة شعاعية إسقاطية جانبية للكسر ذاته.

## روابط خارجية
- 01217 على النص التشعبي التعاوني للأشعة (CHORUS)| التصنيفات الطبية | - رموز المراجعة التاسعة للتصنيف الدولي للأمراض (ICD-9): 813.5 - رموز المراجعة العاشرة للتصنيف الدولي للأمراض (ICD-10): S52.5 |